# Yasaboba
Yasaboba è un comune dell'Azerbaigian situato nel distretto di Qusar. Conta una popolazione di 488 abitanti.